# Peritrechus
Peritrechus is een geslacht van wantsen uit de familie bodemwantsen (Lygaeidae). Het geslacht werd voor het eerst wetenschappelijk beschreven door Franz Xaver Fieber in 1860.

## Soorten
Het genus bevat de volgende soorten:

- Peritrechus angusticollis (Sahlberg, 1848)
- Peritrechus convivus (Stål, 1858)
- Peritrechus dissimilis Horvath, 1895
- Peritrechus femoralis Kerzhner, 1977
- Peritrechus flavicornis Jakovlev, 1876
- Peritrechus fraternus Uhler, 1871
- Peritrechus geniculatus (Hahn, 1832)
- Peritrechus gracilicornis Puton, 1877
- Peritrechus insignis Jakovlev, 1892
- Peritrechus lundii (Gmelin, 1790)
- Peritrechus meridionalis Puton, 1877
- Peritrechus nubilus (Fallén, 1807)
- Peritrechus oculatus Jakovlev, 1885
- Peritrechus oshanini (Kiritshenko, 1911)
- Peritrechus paludemaris Barber, 1914
- Peritrechus pilosulus Scudder, 2000
- Peritrechus pusillus Horváth, 1884
- Peritrechus putoni Horvath, 1895
- Peritrechus rhomboidalis Puton, 1877
- Peritrechus saskatchewanensis Barber, 1918
- Peritrechus tristis Van Duzee, 1906
- Peritrechus variegatus Kiritshenko, A.N., 1914